# Oligolepis dasi
Oligolepis dasi är en fiskart som först beskrevs av Talwar, Chatterjee och Dev Roy 1982.  Oligolepis dasi ingår i släktet Oligolepis och familjen smörbultsfiskar. Inga underarter finns listade i Catalogue of Life.